# Skrajny Rzeżuchowy Przechód
Skrajny Rzeżuchowy Przechód, Rzeżuchowa Przehyba (słow. Žeruchová priehyba) – szeroka trawiasta przełęcz w słowackiej części Tatr Wysokich, położona na wysokości ok. 1740 m w dolnym fragmencie Koziej Grani. Oddziela Zadnią Rzeżuchową Kopę na południowym zachodzie od Skrajnej Rzeżuchowej Kopy na północnym wschodzie. Znajduje się tuż poniżej wierzchołka tego ostatniego wzniesienia.
Stoki północno-zachodnie opadają z przełęczy do Doliny Białych Stawów, południowo-wschodnie – do Doliny Zielonej Kieżmarskiej. Do Doliny Zielonej Kieżmarskiej opada spod przełęczy trawiasta depresja. Tereny wokół Skrajnego Rzeżuchowego Przechodu częściowo porośnięte są kosodrzewiną.
Na Skrajny Rzeżuchowy Przechód, podobnie jak na inne obiekty w Koziej Grani, nie prowadzą żadne znakowane szlaki turystyczne. Najdogodniejsza droga dla taterników wiedzie na siodło od północnego wschodu znad Wielkiego Białego Stawu.
Nazwy obiektów w tych okolicach pochodzą od Rzeżuchowych Stawków (Niżniego i Wyżniego), nad którymi obficie rośnie rzeżucha gorzka.